# Dmitrij Ivanovics Piszarev
Dmitrij Ivanovics Piszarev, oroszul Дмитрий Иванович Писарев (Znamenszkoje, 1840. október 14. – Dubulti, Lettország, 1868. július 16.) radikális nézetekkel rendelkező orosz irodalomkritikus, író.

## Élete
Nemesi családból származott, egyetemi tanulmányai alatt történelmet és filológiát hallgatott, majd különféle újságok, közöttük a Russzkoje Szlovo munkatársa lett. Radikális, a cár ellen buzdító pamfletje miatt 1862-ben négy évnyi várfogságra ítélték. Nem sokkal szabadulása után egy lettországi fürdőhelyen a tengerbe fulladt.

## Munkássága
Irodalomkritikusként Tolsztoj, Puskin, Lermontov, Goncsarov és Turgenyev munkáiról is írt esszéket. A pedagógiaelmélet területén is írt cikkeket. Művei Leninre is hatást gyakoroltak.